# Танасишин Назар Дмитрович
Назар Дмитрович Танасишин (нар. 23 лютого 1988, м. Львів) — український чиновник, заступник Міністра соціальної політики України з лютого 2023.

## Освіта
Здобув дві вищі освіти за спеціальностями «Право» та «Правознавство» на юридичному факультеті Львівського національного університету імені Івана Франка.

## Трудова діяльність
З 2009 по 2013 рік працював молодшим юрисконсультом, юрисконсультом, старшим юрисконсультом, провідним юрисконсультом у суб‘єктах господарювання.
У 2014—2022 році — керуючий партнер адвокатського об'єднання, практикуючий адвокат.
З липня 2022 по лютий 2023 року — радник Міністра соціальної політики України.
17 лютого 2023 року призначений на посаду заступника Міністра соціальної політики України.